# Przewieszenie

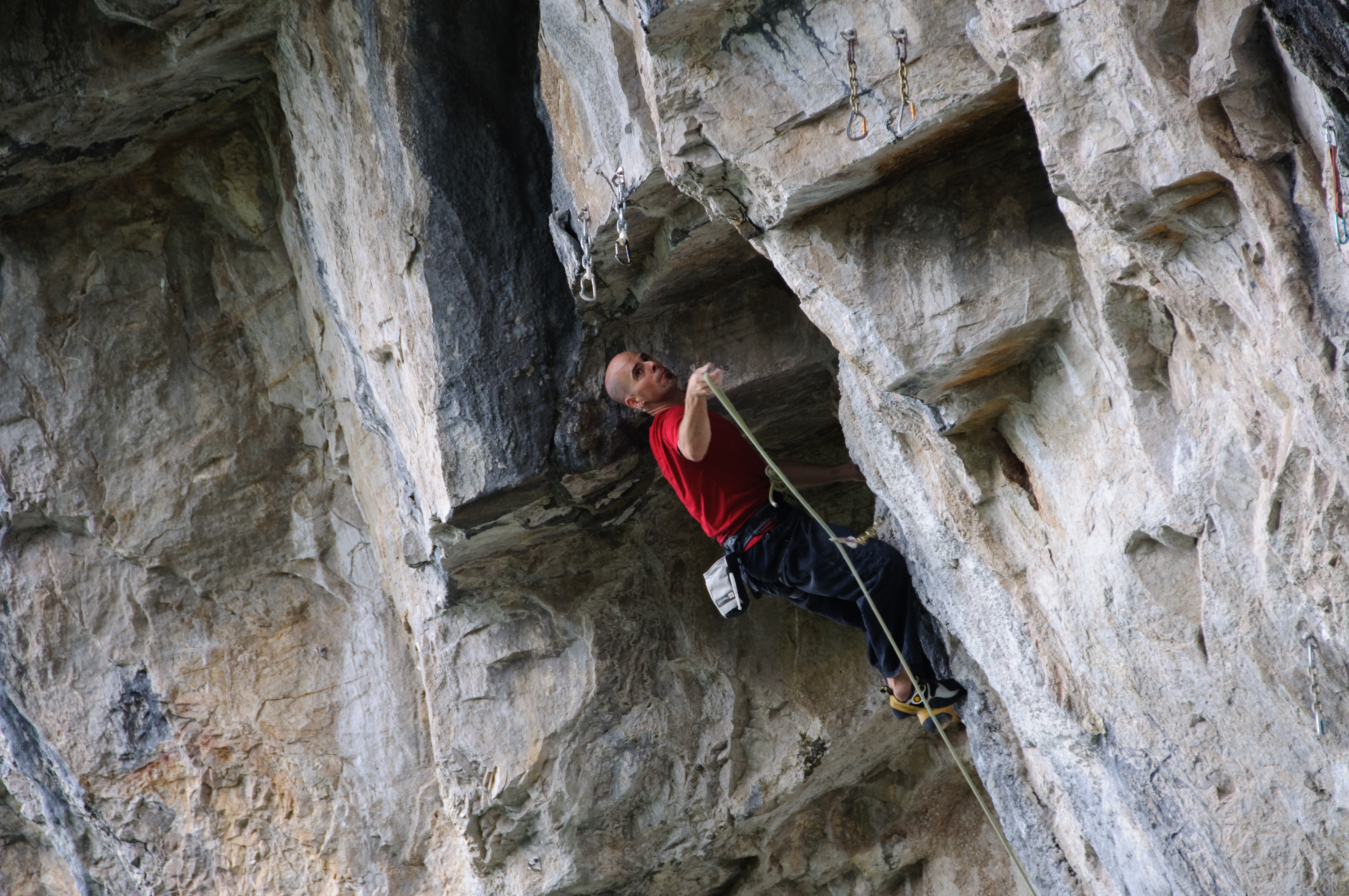
Wspinanie w terenie przewieszonym

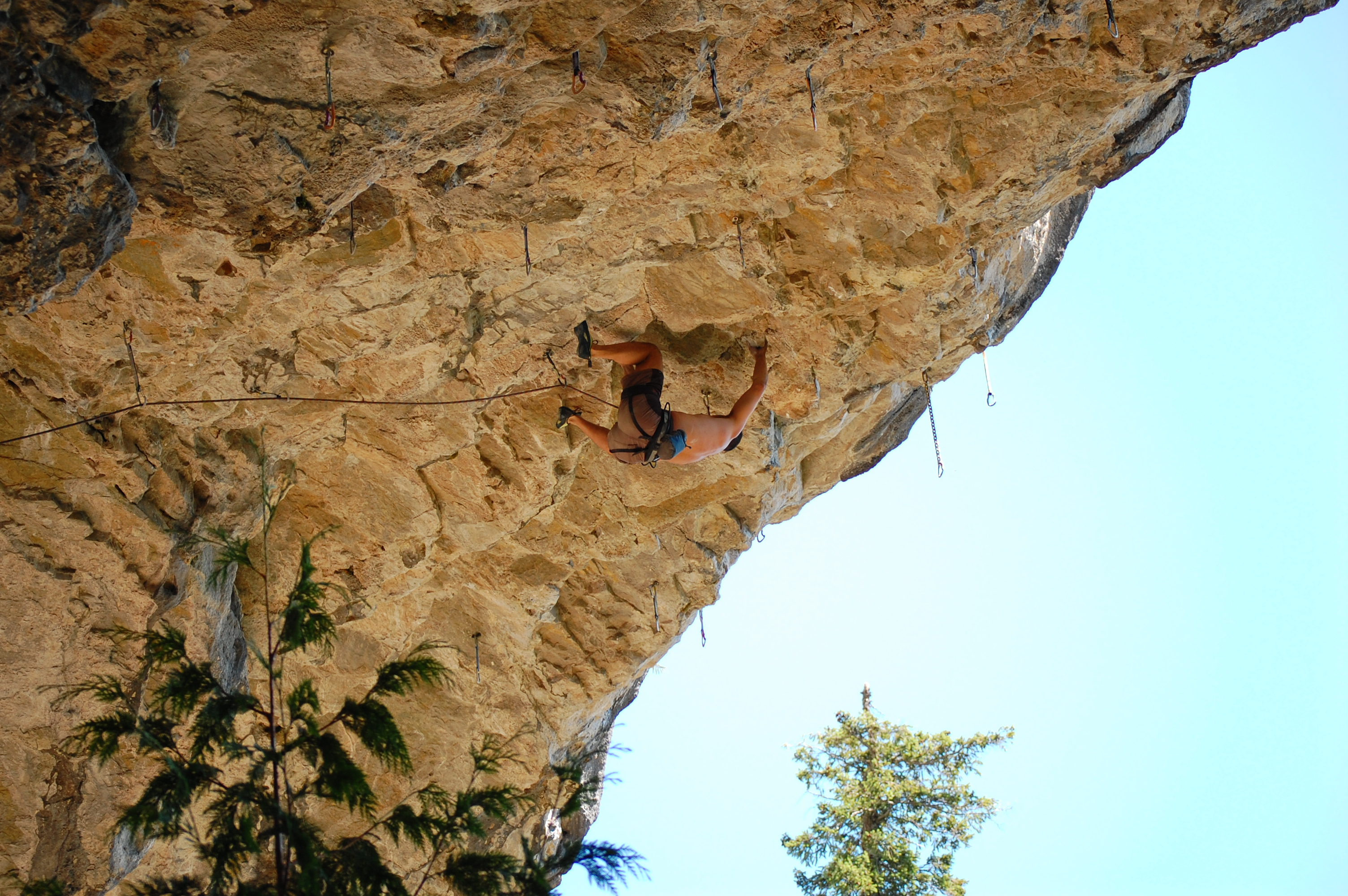
Wspinanie w dachu

Przewieszenie (przewieszka) – wybrzuszony fragment ścian skalnych. Stanowi część ściany nachyloną do poziomu pod kątem przekraczającym 90°. Może występować zarówno na otwartej ścianie, jak również w kominie, na żebrze itp.
Przewieszenia mogą powstawać na skutek podcięcia dolnej części ściany, na przykład przez działalność lodowca lub płynącej wody. Innym mechanizmem powstawania przewieszeń jest selektywne wietrzenie skały wzdłuż warstwy mało odpornej lub poziomego spękania tektonicznego.
Rodzajem przewieszki jest okap. Duże partie przewieszonej skały o nachyleniu zbliżonym do poziomu są przez wspinaczy nazywane dachami.

## Wspinaczka w przewieszeniu
Drogi wspinaczkowe wiodące przewieszonymi ścianami wymagają dużej siły rąk, a także dużej wytrzymałości siłowej. Kluczową umiejętnością podczas pokonywania przewieszeń jest przeniesienie jak największej części ciężaru ciała na nogi. Wymaga to odpowiedniego wytrenowania m.in. mięśni brzucha oraz wykonywania skręceń całego ciała umożliwiających jego usztywnienie, przybliżenie środka ciężkości ciała do ściany i wydłużenie zasięgu rąk. Wykształcenie i utrzymanie tych umiejętności wymaga systematycznego treningu. Z tego powodu sztuczne ściany wspinaczkowe (poza obiektami nastawionymi głównie na początkujących amatorów wspinania) oferują głównie drogi obfitujące w przewieszenia.
Sportowe drogi wspinaczkowe w dużym przewieszeniu (np. w dachu) najczęściej są wyposażone w powieszone na stałe ekspresy – dzięki temu po poprowadzeniu drogi nie trzeba ściągać własnych ekspresów, co w przewieszonej ścianie może stanowić dużą trudność.

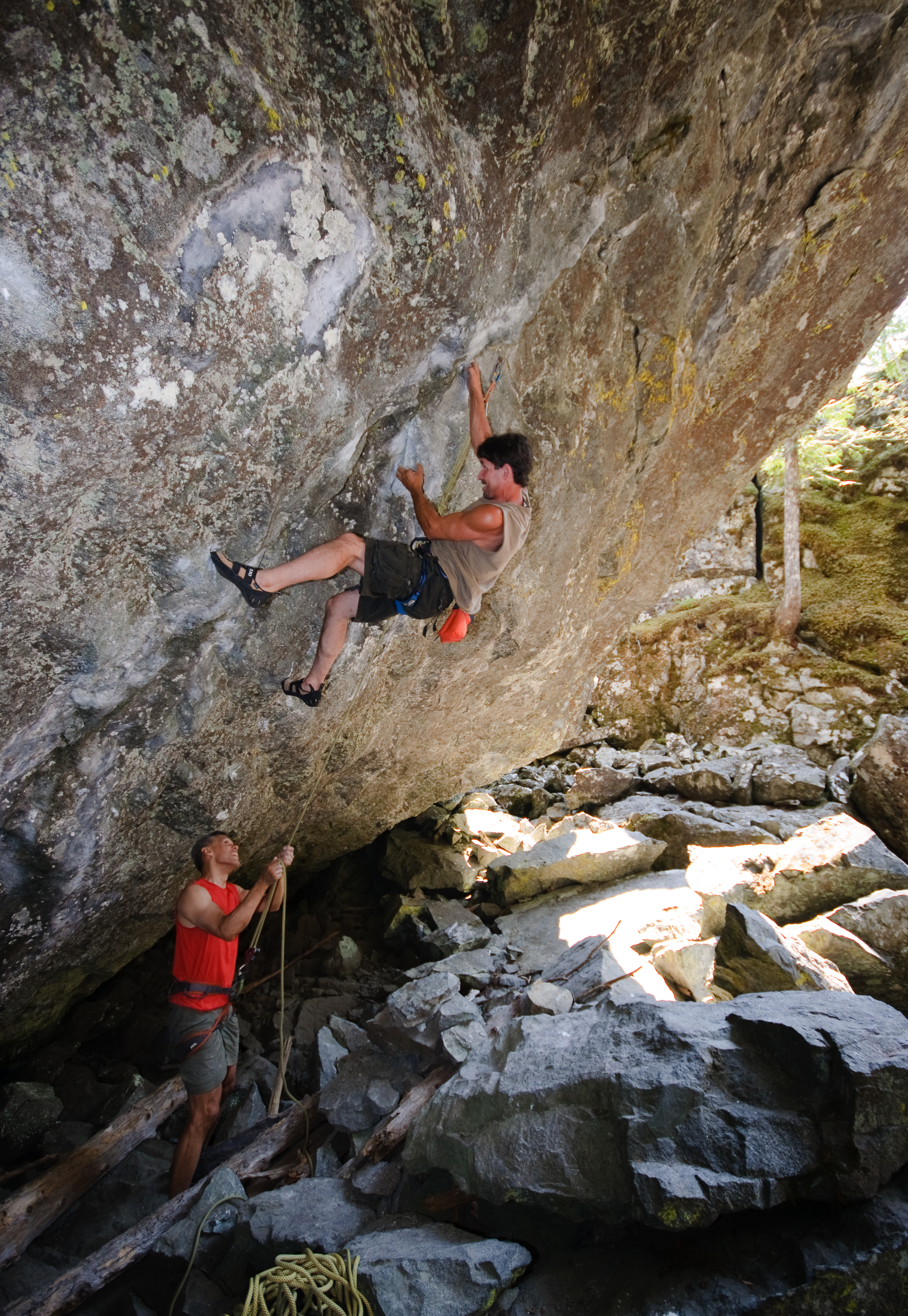
Przewieszona ściana w Squamish

## Największe przewieszenia
Jedną z miar wielkości przewieszenia jest kąt nachylenia ściany do poziomu (większy niż 90°) lub kąt odchylenia od kierunku pionowego (większy niż 0°). Innym parametrem opisującym przewieszenie jest odległość przechodzącej przez dany punkt ściany linii pionowej od tej samej ściany w jej dolnych partiach (mierzona w poziomie). Największym pod tym względem przewieszeniem w Alpach jest okap na Cima Ovest di Lavaredo, w którego przypadku odległość rzutu pionowego od podstawy ściany wynosi 40 metrów. Największym przewieszeniem w polskiej części Tatr jest okap na Ministrancie w masywie Mnicha.